# Курікка
Ку́рікка (фін. Kurikka)  — місто в провінції Південна Пог'янмаа у Фінляндії.
Населення  — 14299 осіб (2014), площа  — 905,66 км², водяне дзеркало  — 7,79 км², щільність населення  — 15,79 осіб/км².

## Економіка
Курікка має розвинену торгівлю. Десятки малих виробників фірмових меблів. Є одним із найбільших акціонерів фінського енергетичного гіганта Fortum, а також в Neste Oil — одна із найбільших нафтових компаній у Північній Європі.

## Відомі особистості
- Самулі Паулагар'ю (1875—1944) — фінський педагог, етнограф і письменник.